# Biserica Sfântul Ladislau din Oradea
Biserica Sfântul Ladislau din Oradea este unul din cele mai vechi edificii ecleziastice ale orașului. În biserică se găsește cel mai vechi altar din Oradea care se află în uz din 1730 până în prezent. Lucrările de construcție a bisericii, care o vreme a îndeplinit funcția de catedrală episcopală (până la construcția Bazilicii din 1779), au început în jurul anului 1720 și au fost finalizate în 1741.
În prima fază era compusă dintr-o sigură navă și o absidă semicirculară. Sfințirea bisericii a fost oficiată de episcopul Paul Forgách în anul 1756. Turnul, după o încercare eșuată a episcopului Csáky Miklós din 1738, a fost ridicat abia în anul 1800.
În mai 1964, un lanț uman împiedică demolarea bisericii. 
Tabloul de deasupra altarului principal îl reprezintă pe Sf. Ladislau întinzând cheile orașului episcopului de Oradea. Frescele de pe boltă, pictate în anul 1908 de Gyula Turz, prezintă diferite scene din viața regelui Ladislau: cum face să izvorească apă din stâncă, cum supraveghează construcția primei catedrale din Oradea etc.